# 오타 스케쓰구
오타 스케쓰구(일본어: 太田資次, 1630년 1월 14일 ~ 1684년 5월 20일)는 에도 시대 전기의 다이묘이다. 도토미 하마마쓰번 제2대 번주를 지냈으며 에도 막부에선 오사카 조다이 직무를 맡아 하마마쓰 번에서 이봉하여 셋쓰, 가와치, 시모사 3국을 수여받았다.
| 전임 오타 스케무네 | 제2대 하마마쓰번 번주 (오타가) 1671년 ~ 1678년 | 후임 아오야마 무네토시 |

|  | 제1대 셋쓰, 가와치, 시모사국의 다이묘 (오타가, 오사카 조다이 직무를 위한 이봉) 1678년 ~ 1684년 | 후임 오타 스케나오 |

| 전임 아오야마 무네토시 | 제14대 오사카 조다이 1678년 ~ 1684년 | 후임 미즈노 다다하루 |